# Transmixta fortuita
Transmixta fortuita är en fjärilsart som beskrevs av Edward Meyrick 1920. Transmixta fortuita ingår i släktet Transmixta och familjen äkta malar. Inga underarter finns listade i Catalogue of Life.